# La Bête humaine (filme)
La Bête humaine (bra: A Besta Humana; prt: A Fera Humana) é um filme francês de 1938, do gênero drama, dirigido por Jean Renoir, com roteiro dele e de Denise Leblond baseado no romance La Bête humaine, de Émile Zola.

## Sinopse
Jacques, um maquinista alcoólatra, vê o casal Roubaud e Séverine cometerem um crime. Roubaud, subchefe da estação, manda sua mulher convencer Jacques a não denunciá-los. Eles tornam-se amantes, e Séverine tenta fazer Jacques matar seu marido.

## Elenco
- Jean Gabin  ..... Jacques Lantier
- Simone Simon  ..... Séverine Roubaud
- Fernand Ledoux  ..... Roubaud
- Blanchette Brunoy  ..... Flore
- Gérard Landry  ..... Dauvergne
- Jenny Hélia  ..... Philomène Sauvagnat
- Colette Régis  ..... Victoire Pecqueux
- Claire Gérard  ..... passageira
- Charlotte Clasis  ..... Tante Phasie
- Jacques Berlioz  ..... Grandmorin
- Tony Corteggiani  ..... Dabadie
- André Tavernier  ..... Denizet (juiz de instrução)
- Marcel Pérès
- Jean Renoir  ..... Cabuche
- Julien Carette  ..... Pecqueux